# Viganella
Viganella est une ancienne commune de la province du Verbano-Cusio-Ossola dans la région Piémont en Italie. En 2016, Viganella a fusionné avec Seppiana, devenues Borgomezzavalle.

## Géographie
Viganella se situe dans la vallée Antrona, qui est si étroite et si profonde que Viganella ne reçoit aucun rayon de soleil de la mi-novembre à fin janvier.
Un miroir géant de 8 × 5 mètres est installé, depuis le 26 novembre 2006, sur la montagne qui domine Viganella et reflète les rayons du Soleil en hiver pour illuminer la place centrale,,. Le projet a été étudié par d'autres administrations à l'étranger et il a été repris par le village norvégien de Rjukan,.

## Histoire
Les habitants de Viganella formaient une communauté de mineurs, exploitant le fer et le charbon [Quand ?].
Le 21 juillet 1217, l’évêque de Novare, Oldeberto Torneffi, loue à un maître fondeur un four à Vai Magliasca dans la commune de Viganella.

## Monuments et édifices
- Ėglise paroissiale dédiée à Marie et édifiée en 1614.
- "Casa Vanni", ancienne demeure d’un peintre et sculpteur local [Qui ?].
- Tour médiévale, unique bâtiment fortifié de toute la vallée Antrona.

Le miroir géant

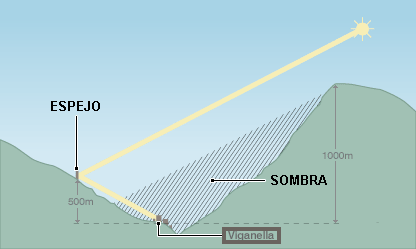
Graphique des emplacements du miroir et de Viganella.

À cause des montagnes, le village ne reçoit pas de lumière solaire directe pendant 83 jours par an. Pour y remédier, la municipalité a fait installer en novembre 2006 un miroir géant ajustable, dont l'orientation est contrôlée par ordinateur et placé sur la face montagneuse.
Il est constitué de 14 plaques d'acier qui forment un total de 8 mètres de large sur 5 mètres de haut. Ce miroir fonctionne comme un héliostat, suivant la course du Soleil pour que la lumière se reflète toujours sur la place centrale.
Le miroir a été construit pour un coût de 100 000 euros, soit approximativement 540 euros par habitant.
Le village a figuré en 2009 dans le film italo-canadien Lo Specchio (Le Miroir).

## Archéologie
- Grottes mégalithiques avec des peintures rupestres d’origine celtique[réf. nécessaire]
- Nécropoles romaines avec des plats en terre cuite et des monnaies en bronze de 156 et 157 av. J.-C.[réf. nécessaire]

## Manifestations
La Candelora, le 2 février. Un sapin est décoré par des produits artisanaux et des produits gastronomiques typiques.

## Musique
I cantori di Viganella, chorale spécialisée dans le chant grégorien.

## Peinture
- Tableau du XVIe siècle du peintre Giuseppe Mattia Borgnis, ex-voto après le retour des hommes de Viganella de la Haute-Savoie où ils étaient allés enseigner les techniques de la fonderie.

## Administration
| Période                                  | Période  | Identité          | Étiquette | Qualité |
| ---------------------------------------- | -------- | ----------------- | --------- | ------- |
| 14 juin 2004                             | En cours | Pierfranco Midali |           |         |
| Les données manquantes sont à compléter. |          |                   |           |         |

### Hameaux
Rivera, Bordo, Cheggio, Ruginenta, Prato, Terzo Fuori

### Communes limitrophes
Antrona Schieranco, Calasca-Castiglione, Montescheno, Seppiana